# Camino navarro
Pour les articles homonymes, voir Navarro (homonymie).

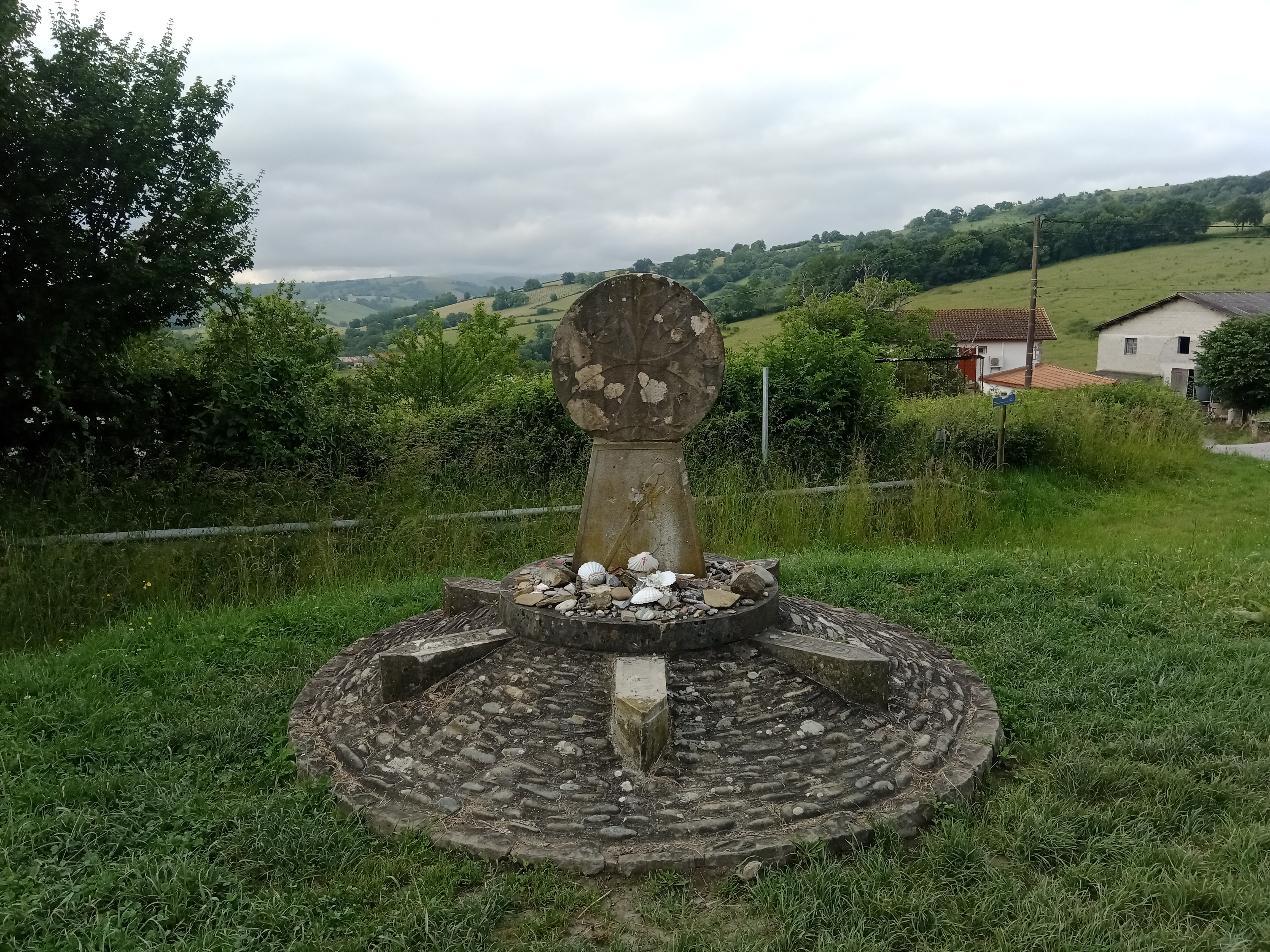
Stèle de Gibraltar, point de départ au carrefour de Saint-Sauveur.

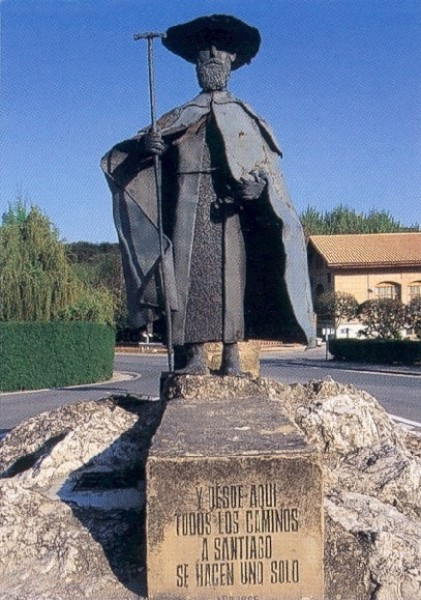
La statue moderne du Pèlerin, érigée en 1965, est le point d'arrivée qui signale la convergence des chemins.

Le Camino navarro ou Chemin navarrais est une section du Camino francés du pèlerinage de Saint-Jacques-de-Compostelle qui traverse la communauté forale de Navarre et la Basse-Navarre, d'où son nom. Dans sa traversée des Pyrénées, le Camino navarro suit la voie romaine Bordeaux-Astorga sur la plus grande partie de son tracé.

## Présentation générale
Le Chemin navarrais commence à la stèle de Gibraltar (Xilbaltarreko hilarria en basque), à Uhart-Mixe, en amont d'Ostabat, où finissent la Via Turonensis, la Via Lemovicensis et la Via Podiensis, un point de jonction des trois itinéraires venant de Tours, Vézelay et Le Puy-en-Velay. Il finit à Puente la Reina, symboliquement à l'endroit où une statue moderne du pèlerin, érigée en 1965, porte une plaque rappelant qu'ici le « Camino aragonés » et le « Camino navarro » se fondent en un seul « Camino francés », le chemin français. Géographiquement, la jonction est faite à la place des Fors d'Obanos où se situe la porte ou arche médiévale et l'église de Saint-Jean-Baptiste.
Au sens le plus strict, le Camino navarro peut partir soit du pied espagnol du col de Roncevaux ou puerto de Ibañeta (possible localisation du « col de Cize »), pour rejoindre Puente la Reina. Au sens large, le Camino navarro, débute au pied français du franchissement des Pyrénées, c'est-à-dire initialement à Saint-Michel et aujourd'hui et plus fréquemment à Saint-Jean-Pied-de-Port pour des questions pratiques et logistiques; voire dès l'entrée en Basse-Navarre, territoire qui faisait autrefois partie du Royaume de Navarre.

## Itinéraires jacobites en Basse-Navarre et en Navarre
À travers l'analyse des voies de pèlerinage médiévales, Le Guide du Pèlerin du XIIe siècle est un ouvrage de référence sur les chemins de Saint-Jacques qui décrit brièvement les itinéraires convergeant vers Ostabat et Puente la Reina. Cependant, la préposition latine « ad » utilisée dans ces descriptions, signifiant « près de » ou « en direction de », suggère que les chemins ne se rejoignent pas directement à Ostabat mais se rapprochent plutôt de cette localité: ad Hostavallam coadunanturet ad Pontem Regine sociantur.
Le carrefour autour du Mont Saint-Sauveur de Saint-Palais était un point crucial où se croisaient plusieurs voies jacobites. Les observations des voies pavées autour de la maison Aincy à Uhart-Mixe et des traces d'un gué dans la Bidouze indiquent un réseau de chemins au sud de la colline. Parmi ces chemins, il y a l'Arzen bidia, le Jakobe bidea et le chemin de Garns, appelé Arte bidia. Le carrefour de Saint-Sauveur, marqué par une stèle, reste un point névralgique où se rejoignent plusieurs itinéraires importants, notamment ceux menant à Ostabat et au prieuré-hôpital de Haranbeltz. Ce réseau est en partie aligné avec les routes des Guides du Pèlerin et les voies d'accès en Navarre.
Malheureusement, de nombreuses sections de ces anciens chemins ont disparu en raison de l'expansion agricole et du remembrement des parcelles, rendant les gués souvent méconnaissables. Cependant, le carrefour de Saint-Sauveur ou de Gibraltar est toujours présent en limite d'Uhart-Mixe, Larribar et Saint-Palais, et reste un point clé de rencontre et de transit pour les pèlerins. Les hôpitaux médiévaux d'Ostabat, tels que Nostre Done Sainte Catherine et Saint-Antoine, étaient situés à des intersections stratégiques, facilitant les connexions avec divers itinéraires de pèlerinage. Après Ostabat, l'étape d'Utziat reliait également d'autres chemins historiques, démontrant l'importance continue des routes autour du Mont Saint-Sauveur jusqu'à la chapelle d'Ibañeta.
Le chapitre premier du livre V du Codex Calixtinus d'Aimery Picaud, intitulé postérieurement par sa traductrice Jeanne Vieilliard : Le Guide du Pèlerin de Saint-Jacques-de-Compostelle, indique : « La route qui passe par Sainte-Foy, celle qui traverse Saint-Léonard et celle-qui passe par Saint-Martin se réunissent à Ostabat et après avoir franchi le col de Cize, elles rejoignent à Puente la Reina celle qui traverse le Somport ; de là un seul chemin conduit à Saint-Jacques. »
Les péages de Saint-Palais, Ostabat, et Saint-Jean-Pied-de-Port étaient significatifs pour les pèlerins médiévaux. Les documents historiques, tels que le sauf-conduit accordé à Guillaume, archevêque d'Arles, montrent que le péage était un aspect important du voyage. Les droits de péage variaient selon les villes, et des témoignages comme celui d'Arnold Von Harff révèlent les coûts élevés et les pratiques parfois considérées comme abusives par les pèlerins.
À travers divers documents historiques, plusieurs caractéristiques abordées, et son importance historique dans le contexte des routes jacobites :
- Les legs aux Hôpitaux: En 1312, Arnaud Raymond, vicomte de Tartas, lègue des fonds aux hôpitaux le long de la route de Roncevaux à Bordeaux, incluant ceux de Haranbeltz et Lagarrage à Saint-Palais. Il précise des dons pour l'entretien des hôpitaux à chaque entrée de ville sur le chemin, avec des montants variés pour ces établissements et les églises locales.
- Donations et Péages: En 1232, le comte de Toulouse fait une donation à l'hôpital de Roncevaux, et en 1263, le comte de Poitiers confirme cette donation. Les péages sur le chemin sont également mentionnés comme source de revenus pour les hôpitaux.
- Itinéraires de Bruges: Les Itinéraires de Bruges (XVe – XVIe siècles) détaillent les routes de pèlerinage à travers l’Europe, incluant la route de Bordeaux à Roncevaux et les étapes importantes en Navarre comme l'hôpital Lagarrague de Saint-Palais.
- Carte des Itinéraires Européens: La carte de Martin Waldseemüller (1511) montre les principaux itinéraires européens vers Compostelle, incluant les routes par Bordeaux et Roncevaux. Les chemins de pèlerinage sont divisés en routes du haut et du bas, avec des tracés spécifiques pour chaque itinéraire.
- Union des Chemins à Obanos: À Obanos, les chemins venant de Roncevaux et du Somport se rejoignent. Obanos devient un lieu clé pour les pèlerins, avec une légende associée à Guillaume d'Aquitaine et des éléments culturels et religieux qui marquent cette jonction.
- Chemin de Frankua: Le Frankua bidea, ou chemin de Frankua, traverse la sierra del Perdón et est relié à la route française. Il est mentionné dans un testament de 1284 et correspond à l'actuel Camino francés.
- Archives Privées: Les archives de la maison Rebole montrent l'évolution du tracé du chemin royal de Pampelune à Puente la Reina et confirment la continuité de ce chemin à travers les siècles.
- Chemin d'Euñate: Traditionnellement appelé « camino de Eneriz a Puente », passe par Obanos, montant vers l'ermitage Saint-Sauveur et le calvaire. Il se rejoint avec un autre itinéraire à cet endroit. Ce chemin traverse la pente d'Elizapea, sous l'ancienne église et l'hôpital, et dessert le cimetière actuel en direction de la chapelle de Euñate. Le chemin est particulièrement significatif car il encercle le village d'Obanos, un aspect visible dans les cartes avant l'expansion urbaine moderne. Le chemin de Euñate est lié à des zones topographiques spécifiques, comme le ravin de Bicupea, situé au sud d'Obanos. Le nom Bicupea pourrait dériver du latin et du basque, signifiant « sous les figuiers ». Le chemin est également associé au quartier Ingoien (au nord d'Obanos) et à la topographie environnante, comprenant le ravin Elizapea et la montagne du Pardon[5].
- Patronage de Saint-Sauveur: Saint-Sauveur est un vocable commun à plusieurs lieux de pèlerinage, notamment à Obanos et Saint-Palais. Il marque des carrefours importants sur les routes jacobites. Le nom Saint-Sauveur est également associé à plusieurs sites de pèlerinage au Pays Basque et dans les Pyrénées, suggérant une ancienneté et une importance historique dans la christianisation de la région. Le nom de Saint-Sauveur apparaît dans divers lieux, tels que la chapelle de Saint-Sauveur au col d'Ibañeta, ainsi que dans d'autres sites en Basse-Navarre et au-delà. Ce vocable pourrait symboliser des points de rencontre importants pour les pèlerins et marquer des lieux où des cultes païens ont été remplacés par la christianisation[5].

## Les étapes et points de passage
Cet itinéraire possède quelques alternatives historiques ; de nouvelles variantes sont également tracées de nos jours par les collectivités locales et les organismes de randonnée, pour s'adapter aux évolutions de l'urbanisation et du tourisme notamment.
| Points de passage                                  | Curiosités | Santiago à (km) | Altitude (m) | Web (fr) |
| -------------------------------------------------- | --- | --------------- | ------------ | -------- |
| Stèle de Gibraltar (Uhart-Mixe)                    | carrefour de Saint-Sauveur ou de Gibraltar, point de jonction des trois voies, de Tours, de Vezelay et du Puy | 810 km          |              |          |
| Chapelle de Soyarza (Uhart-Mixe)                   | | 808 km          |              |          |
| Harambeltz (Ostabat)                               | | 805 km          |              |          |
| Ostabat                                            | ville étape                                                                                                   | 802 km          |              |          |
| Mongelos                                           | | 792 km          |              |          |
| Saint-Jean-le-Vieux                                | | 786 km          |              |          |
| Saint-Jean-Pied-de-Port Donibane Garazi en basque. | ville étape                                                                                                   | 782 km          | 200 m        |          |
| Honto (Saint-Michel)                               | | 777 km          |              |          |
| Orisson (Saint-Michel)                             | | 774 km          |              |          |
| Vierge de Biakorri (Saint-Michel)                  | | 771 km          | 1 095 m      |          |
| Château Pignon (Saint-Michel)                      | |                 |              |          |
| La Croix Thibaut (Saint-Michel)                    | |                 |              |          |

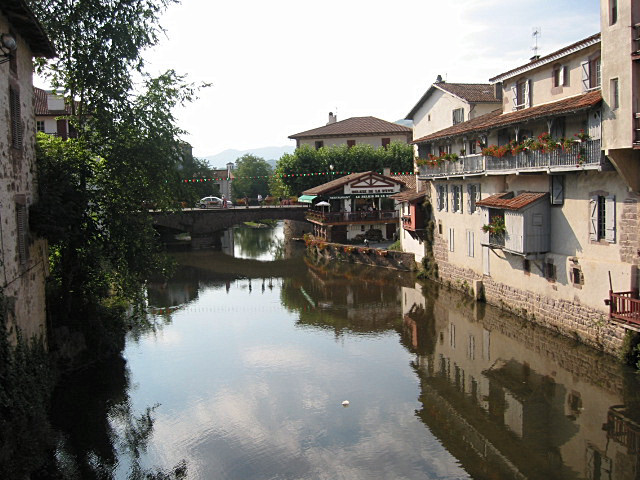
La Nive de Béhérobie à Saint-Jean-Pied-de-Port.
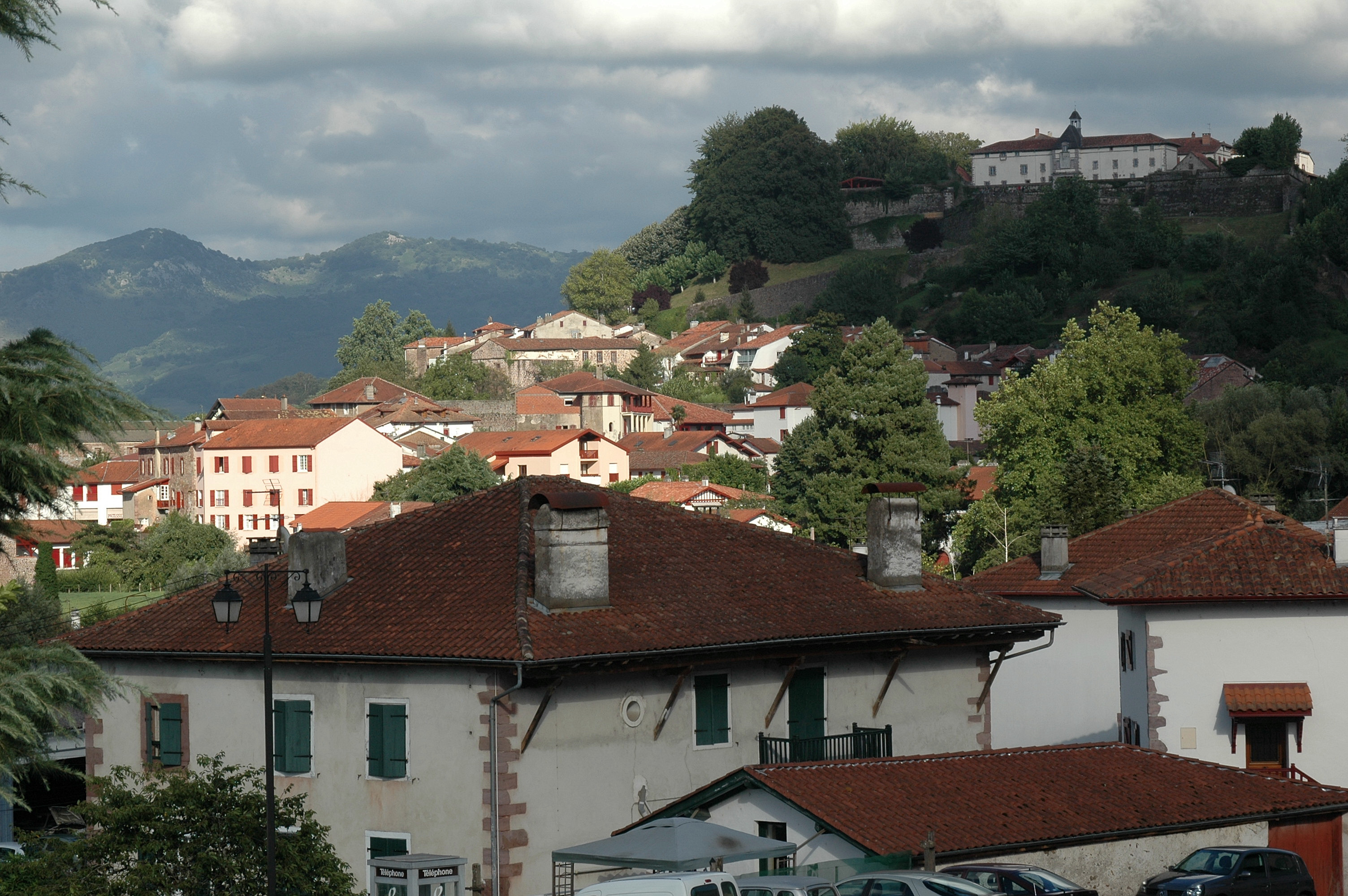
Saint-Jean-Pied-de-Port vu d'Uhart Cize.

| Points de passage                                     | Curiosités                                                                                     | Santiago à (km) | Altitude (m) | Web (es)                |
| ----------------------------------------------------- | ---------------------------------------------------------------------------------------------- | --------------- | ------------ | ----------------------- |
| Col de Bentarte                                       |                                                                                                | 766 km          | 1 337 m      |                         |
| Col de Lepoeder (Orbaizeta)                           |                                                                                                | 763 km          | 1 429 m      |                         |
| Col de Roncevaux ou Puerto de Ibañeta                 | Collégiale, Chapelle San Salvador, Monolithe orné de l'épée Durandal de Roland                 | 759 km          | 1 057 m      |                         |
| Roncevaux Roncesvalles en espagnol, Orreaga en basque | collégiale royale de Roncevaux, Chapelle de Santiago (ou de los Peregrinos)                    | 755 km          | 950 m        | www.roncesvalles.es     |
| Auritz-Burguete Auritz en basque                      |                                                                                                | 752 km          |              | www.burguete.es         |
| Espinal-Aurizberri (Erro)                             |                                                                                                | 749 km          |              |                         |
| Col de Mezkiritz (Erro) Mezkirizko lepoa en basque    |                                                                                                | 747 km          | 922 m        |                         |
| Bizkarreta-Gerendiain (Erro)                          | Église San Saturnino                                                                           | 744 km          |              |                         |
| Lintzoain (Erro)                                      | Église d'architecture romane du XIIIe siècle consacrée à Saint Saturnin de Toulouse            | 742 km          |              |                         |
| Karrobide (Erro)                                      |                                                                                                |                 | 909 m        | www.erroibar.net        |
| Port d'Erro (Erroko Gaina / Alto Erro)                |                                                                                                | 739 km          | 801 m        | www.erroibar.net        |
| Zubiri (Esteribar) (village du pont en basque)        | Plusieurs ponts sur l'Esteribar et ses affluents, dont le Puente de la rabia (Pont de la rage) | 733 km          |              | www.esteribar.org       |
| Ilarratz (Esteribar)                                  |                                                                                                | 730 km          |              | www.esteribar.org       |
| Ezkirotz (Esteribar)                                  |                                                                                                | 729 km          |              | www.esteribar.org       |
| Larrasoaña (Esteribar)                                | Église de San Nicolas                                                                          | 727 km          | 495 m        |                         |
| Akerreta (Esteribar)                                  |                                                                                                | 726 km          |              |                         |
| Zuriain (Esteribar)                                   |                                                                                                | 723 km          |              |                         |
| Iroz (Esteribar)                                      |                                                                                                | 721 km          |              |                         |
| Zabaldika (Esteribar)                                 |                                                                                                | 720 km          |              |                         |
| Arleta (Esteribar)                                    |                                                                                                | 718 km          |              |                         |
| Huarte-Uharte                                         |                                                                                                | 717 km          |              |                         |
| Villava-Atarrabia                                     | Hospice et chapelle Trinidad de Arre                                                           | 715 km          |              | www.villava.es          |
| Burlada                                               |                                                                                                | 715 km          |              | www.burlada.es          |
| Pampelune Pamplona en espagnol Iruñea en basque       | Cathédrale Santa Maria                                                                         | 712 km          | 446 m        | www.pamplona.es         |
| Cizur Menor                                           | Église San Miguel Arcángel                                                                     | 707 km          |              | www.cendeadecizur.es    |
| Zizur Mayor                                           | Église gothique San Andres                                                                     | 705 km ?        |              |                         |
| Zariquiegui                                           | Église romane San Andres                                                                       | 701 km          |              |                         |
| Alto del Perdón                                       |                                                                                                | 699 km          | 770 m        |                         |
| Uterga                                                |                                                                                                | 695 km          |              |                         |
| Muruzábal                                             |                                                                                                | 692 km          |              |                         |
| Obanos                                                | Église San Juan-Bautista Chapelle San Salvador, jonction historique avec le Camino aragonés    | 691 km          |              |                         |
| Puente la Reina Gares en basque                       | Pont de légende, Église del Crucifijo, Église de Santiago, Église San Pedro Apostol            | 688 km          | 345 m        | puentelareina-gares.net |

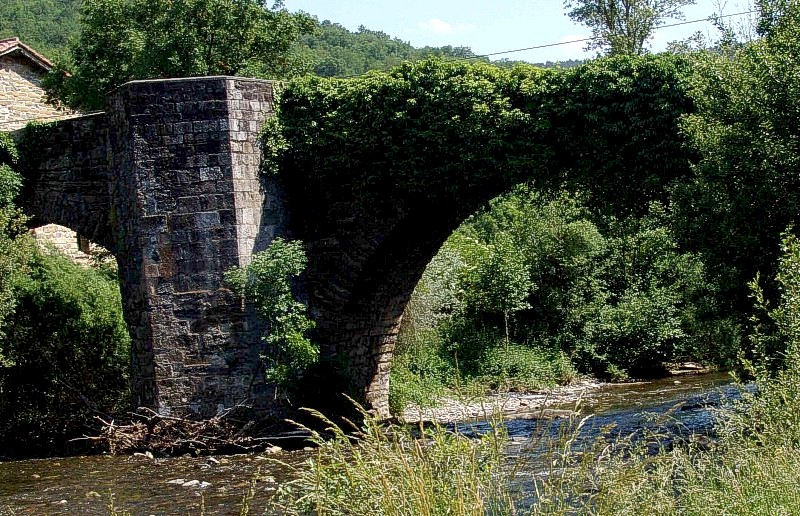
El puente de la rabia (Le pont de la rage) à Zubiri.
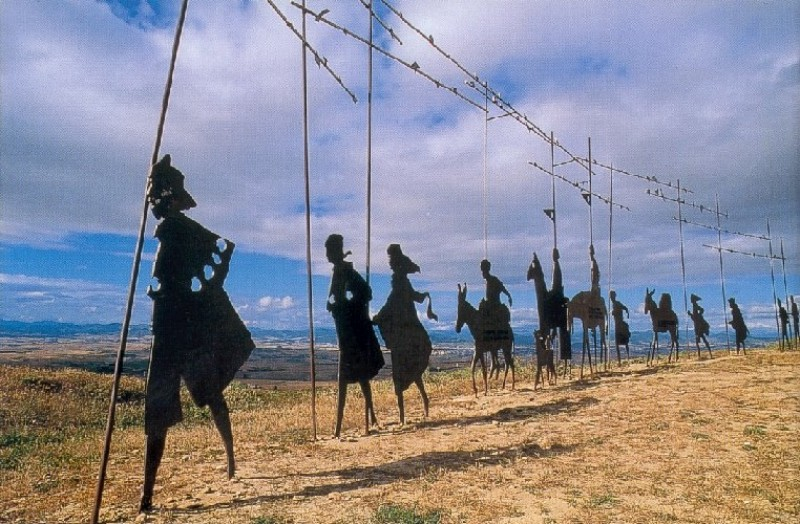
Alto del Perdón

C'est historiquement au niveau d'Obanos que se faisait la jonction avec le Camino aragonés, continuité de la Via Tolosane, et que s'achève le regroupement des quatre chemins partis de France avant leur passage sur le Pont de la Reine. Aujourd'hui, c'est plutôt la ville touristique de Puente la Reina qui est considérée comme le point de jonction des chemins et la fin du Camino navarro.
Au-delà, la poursuite du pèlerinage de Saint-Jacques-de-Compostelle se poursuit sur un chemin unique, appelé Camino francés.